# Споров прашец
Цветът на споровият прашец на плодното тяло на една гъба е важен индикатор при идентификацията на вида. Трябва да се знае, че използването му самостоятелно не изолира отделен вид, а само помага към определянето на неговия род. Най-често, повечето видове в един род дават еднакви, или подобни на цвят, резултати. Формите на индивидуалните спори е втори начин за анализ.
Тъй като спорите на една гъба се произвеждат и разпръскат от ламелите на плодното тяло, трябва да открием тази повърхност къде се намира. При гуглестите и дървесни гъби това са пластинките, тръбичките или иглите които се намират на долната част на гуглата. При пърхутките, земните звезди, лъжливите пърхутки и др. те са вътре в плодното тяло и спори могат да се съберат само след продупчването на глебата. При не-базидиеви гъби (например тези от отдел Ascomycota) тази повърхност може да е вътрешна (при чашковидните), или покриваща цялата „шапка.“

## Метод за извличане
Повърхността с ламелите се слага върху лист хартия. Най-често се започва с бял и ако резултатите се виждат трудно или изобщо не, както става когато спорите са бледи на цвят, или бели, поставяме черен лист хартия. Може да се ползва тежест, за да се притиснат ламелите към повърхността за добри резултати. Така, най-добре е да се остави гъбата да престои най-малко едно денонощие.
Цветът на масата от споров прашец се използва заедно с другите характеристики на гъбата за пълна идентификация. Повечето наръчници за любители дават цветовете за всеки вид. Именно с тях се сравнява резултатът.
За микроскопичен анализ на спорите, може да се използва стъкло между гъбата и хартията.